# 右派・三色の炎
右派・三色の炎（うは・さんしょくのほのお、伊：La Destra–Fiamma Tricolore）は、イタリアの政党連合。代表は、ダニエラ・サンタンチェ（右派）。